# Cerkiew św. Mikołaja w Peresołowicach

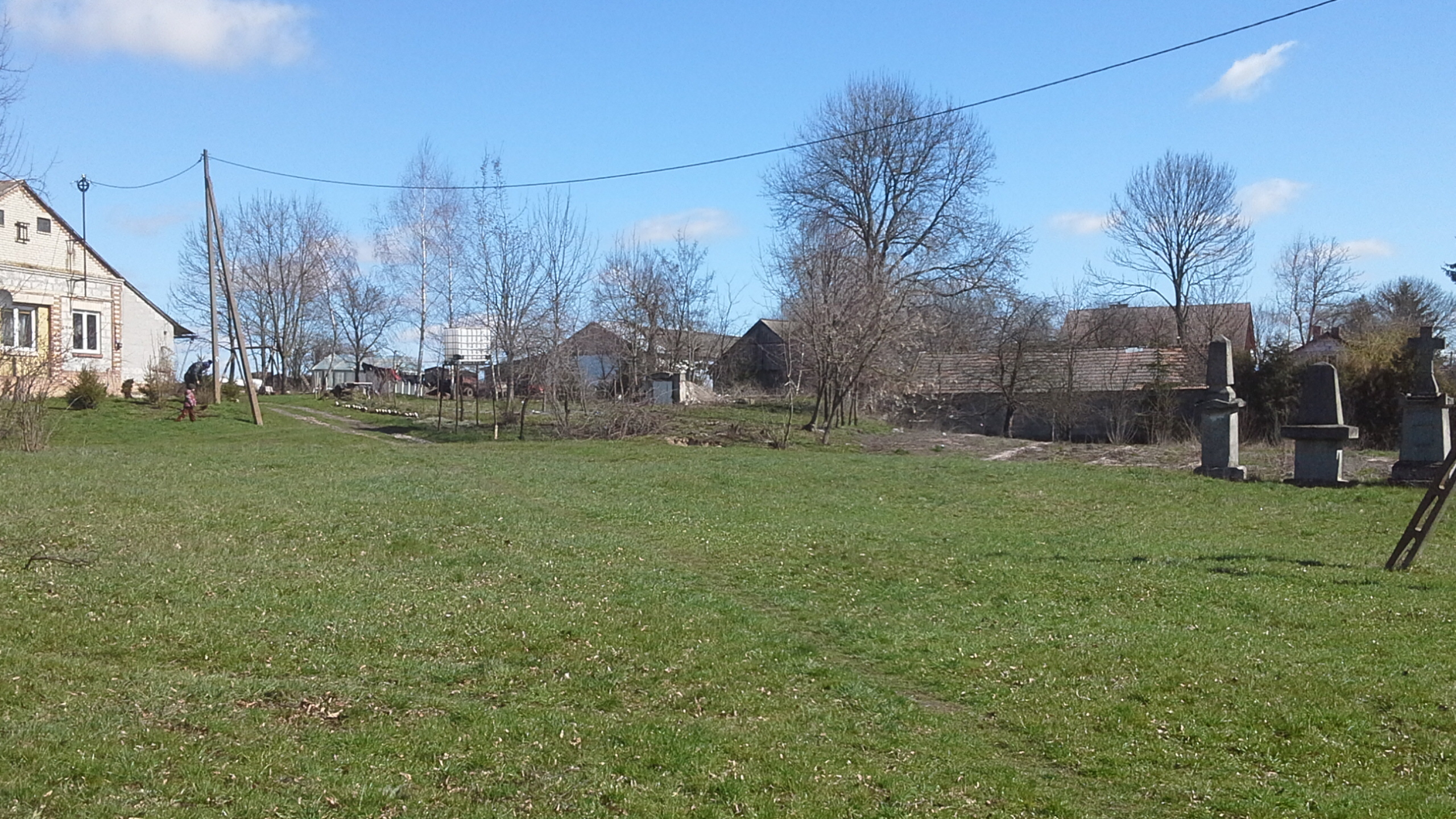
Miejsce po cerkwi. Po prawej widoczne trzy nagrobki unickie ocalałe z cmentarza przy świątyni

Cerkiew św. Mikołaja – prawosławna, unicka, następnie ponownie prawosławna cerkiew parafialna w Peresołowicach. Zniszczona podczas I wojny światowej.

## Historia
Pierwsza cerkiew prawosławna w Peresołowicach wzmiankowana jest w r. 1578. Po zawarciu unii brzeskiej świątynia, podobnie jak pozostałe obiekty sakralne w eparchii chełmskiej, przyjęła ostatecznie unię. W 1770 na miejscu starszej cerkwi została wzniesiona nowa, drewniana świątynia unicka. W 1875, wskutek likwidacji unickiej diecezji chełmskiej, parafię przejął Rosyjski Kościół Prawosławny. 
Cerkiew uległa zniszczeniu podczas I wojny światowej. Teren po świątyni był następnie użytkowany jako pastwisko.
Nie jest pewne, czy wszystkie cerkwie w Peresołowicach znajdowały się na tym samym miejscu. Ostatnia ze świątyń położona była we wsi, przy drodze w kierunku Zaborzec. W jej sąsiedztwie znajdował się cmentarz unicki. Po 1875 był on przeznaczony dla osób zasłużonych dla parafii, zaś główną nekropolią parafialną stał się cmentarz w sąsiednich Dobromierzycach.